# Anna Fojudzka
Anna Fojudzka (z domu Kucypera, ur. 10 listopada 1980 we Wrocławiu) – polska szachistka, mistrzyni międzynarodowa od 2003 roku.

## Kariera szachowa
W 1998 r. zdobyła w Mureck w Austrii brązowy medal na mistrzostwach Europy juniorek do lat 18. W tym samym roku zadebiutowała w finale mistrzostw Polki kobiet, zajmując w Sopocie XIII miejsce. Po raz drugi w finale mistrzostw kraju wystąpiła w 2001 r. w Brzegu Dolnym (zajęła X miejsce). W 2003 r. zwyciężyła w turnieju C międzynarodowego festiwalu Cracovia 2002/03 oraz podzieliła II miejsce w Dreźnie. W 2004 r. zaprzestała aktywnej gry turniejowej, sporadycznie występując w drużynowych rozgrywkach w Niemczech.
Najwyższy ranking w dotychczasowej karierze osiągnęła 1 lipca 2005 r., z wynikiem 2243 punktów zajmowała wówczas 14. miejsce wśród polskich szachistek.